# The Fighting Ranger (1925)

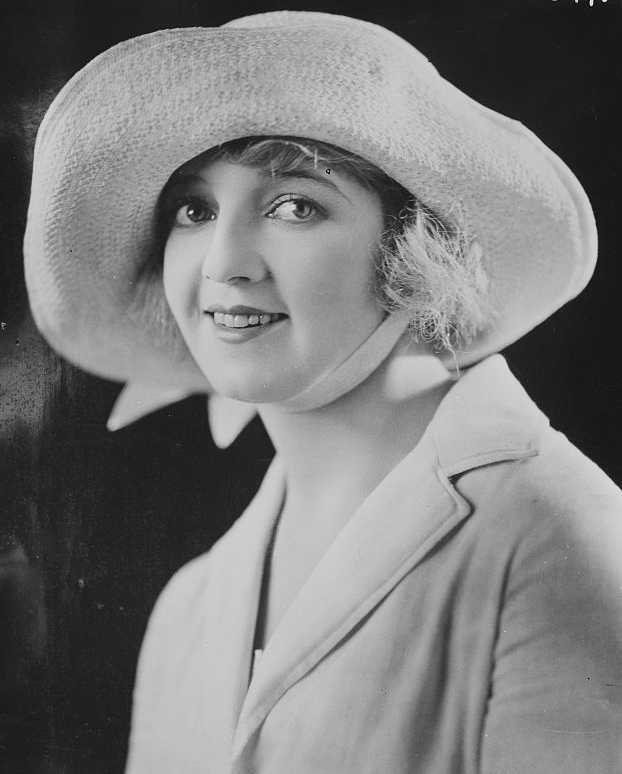
Eileen Sedgwick, que interpreta Mary Marshall no seriado.

The Fighting Ranger é um seriado estadunidense de 1925, no gênero Western, dirigido por Jay Marchant, em 18 capítulos, estrelado por Jack Dougherty e Eileen Sedgwick. O seriado foi produzido e distribuído pela Universal Pictures, registrado entre 3 de janeiro e 21 de setembro de 1925, e veiculou nos cinemas estadunidenses entre 11 de maio e 7 de setembro de 1925.
Este seriado é considerado perdido.

## Sinopse
Após cair com seu avião no deserto, um jovem guarda florestal é cuidado por um homem da montanha e sua filha, que se escondem nas colinas por muitos anos, após a ocorrência de um assassinato. Como o ranger Terence O’Rourke (Jack Dougherty) descobre, os Marshall foram acusados por Topaz Taggart (Bud Osborne), que agora os rouba e os mantém isolados.

## Elenco
- Jack Dougherty … Terence O'Rourke (creditado Jack Daugherty)
- Eileen Sedgwick … Mary Marshall
- Al Wilson … Bud Hughes
- Bud Osborne … Topaz Taggart
- William Welsh … John Marshall
- Charles Avery … Miguel Cordero
- Frank Lanning … Komi
- Sam Polo … Ramon
- Slim Cole … Buck
- Gladys Roy … Stella Montrose

## Capítulos
1. The Intruder
2. The Frame-Up
3. The Secret Trail
4. Falsely Accused
5. The Betrayal
6. The Lost Fortune
7. Cattle Wolves
8. Under Fire
9. Man to Man
10. The Fatal Message
11. Hidden Fangs
12. False Friends
13. Stolen Secrets
14. Steeds of the Sky
15. Yaqui Gold
16. Left for Dead
17. Desconhecido
18. Desconhecido

Fonte: 

## Filmes homônimos
- Em 1922, a Bill Miller Productions produzira um filme homônimo, estrelado por Ranger Bill Miller.[5]
- Em 1926, a Bud Barsky Corporation produziu um filme homônimo,[6] dirigido por Paul Hurst.
- Em 1934, a Columbia Pictures produziu outro filme homônimo (no Brasil, “Músculos de Aço”), sob direção de George B. Seitz, com roteiro de Warren Battle e Harry O. Hoyt, estrelado por Buck Jones.[7][2]
- Em 1948, a Monogram Pictures produziu outro filme homônimo, sob direção de Lambert Hillyer, estrela do por Johnny Mack Brown.[8]